# Werner Heim (Kampfsportler)
Werner Heim (* 12. Dezember 1925; † 1. März 2008) war ein deutscher Ju-Jutsuka. Er war zusammen mit Franz-Josef Gresch einer der Väter des modernen Ju-Jutsu und gilt als einer der Väter des Budō-Sports in Deutschland.

## Leben
Heim begann 1937 mit dem Judo und dem damals integrierten Selbstverteidigungssystem Jiu-Jitsu. Er diente im Zweiten Weltkrieg und geriet in amerikanische Kriegsgefangenschaft. Anschließend setzte er seine sportliche Tätigkeit im Judo fort, bildete sich aber auch im Karate und Aikido. Zusammen mit Franz-Josef Gresch und anderen entwickelte er 1967 das moderne Ju-Jutsu aus verschiedenen Kampfsystemen und gliederte es an den Deutschen Judo-Bund (DJB) an. 1968 wurde er Bundesvorsitzender des Deutschen Dan-Kollegiums (DDK) in der Bundesgruppe Ju-Jutsu. Für seine Verdienste wurden ihm 1972 die Ehrennadel des DJB in Gold und 1977 der 6. Dan Ju-Jutsu verliehen. Am 29. November 1988 erhielt er die Verdienstmedaille des  Bundesverdienstordens.
Heim war Gründungsmitglied des Hessischen Ju-Jutsu-Verbands (HJJV) und wurde dort Ehrenpräsident. Anlässlich seines 70. Geburtstags erhielt er 1995 die Goldene Ehrennadel des Deutschen Ju-Jutsu-Verbands. Er verstarb am 1. März 2008 nach längerer Krankheit.

## Werke
- Ju-Jutsu 1. Grundtechniken – Moderne Selbstverteidigung. Zusammen mit Franz-Josef Gresch. Falken-Verlag 1994, ISBN 978-3-8068-0276-4
- Ju-Jutsu 2. Für Fortgeschrittene und Meister. Zusammen mit Franz-Josef Gresch. Falken-Verlag 1994, ISBN 978-3-8068-0378-5
- Ju-Jutsu 3. Spezial-, Gegen- und Weiterführungstechniken. Zusammen mit Franz-Josef Gresch. Falken-Verlag 1996, ISBN 978-3-8068-0485-0